# Chionea besucheti
Chionea besucheti är en tvåvingeart som först beskrevs av Gilbert Charles Bourne 1979.  Chionea besucheti ingår i släktet Chionea och familjen småharkrankar.
Artens utbredningsområde är Schweiz. Inga underarter finns listade i Catalogue of Life.